# トリッピー・レッド
トリッピー・レッド（英語: Trippie Redd、本名: マイケル・ラマー・ホワイト4世、1999年6月18日 - ）は、アメリカ合衆国のラッパー、歌手、シンガーソングライター。
高校卒業後アトランタに移住し、ラッパーのリル・ウォップ（Lil Wop）に出会い、後にレコード契約。自身の「Love Scars」や、6ix9ineをフィーチャーする「Poles1469」、トラヴィス・スコットをフィーチャーする「Dark Knight Dummo」などで良く知られている。2018年7月に、ホワイトはデビューアルバム『Life’s a Trip』を発表。アルバムは2018年8月10日に発売され、Billboard 200で4位を獲得。2018年11月にホワイトのミックステープ『A Lover Lotter to You 3』はBillboard 200で3位を獲得。2019年8月9日には、セカンドアルバム『！』をリリースする。2020年10月30日には、3作目のアルバム『Pegasus』をリリースした。

## 生い立ち
マイケル・ホワイトは1999年6月18日、カントン (オハイオ州)で生まれた。ホワイトの出産時、父は刑務所にいたため母はシングルマザーとして育てた。彼の音楽への興味は母の聴いていたアシャンティ、ビヨンセ、2パックやナズから始まった。後に彼はT-ペイン、キッス、ニルヴァーナ、グッチ・メイン、マリリン・マンソンやリル・ウェインを聴いていた。リル・タエに影響を受けてホワイトはラップを始めた。

## キャリア

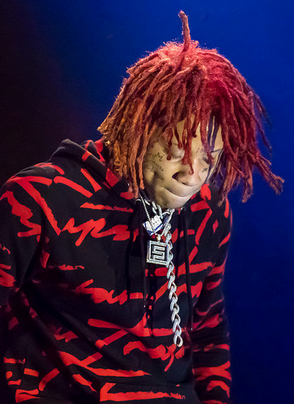
トリッピー・レッド（2018年）

リル・ウォップはホワイトをレコーディング・スタジオで始めるのを手伝った。コディー・シェインと共に三つのプロジェクトを始めた。『Awakening My Inner Beast』、『Beast Mode』、と『Rock the World Trippie』。
その後ホワイトはレーベルStrainge Entertainment（現在Elliot Grainge Entertainment）と契約をし、ロサンゼルスへと移住。
2017年5月、ホワイトはデビューミックステープ『A Love Letter to You』をリリース。リードシングルの「Love Scars」はYouTube上数か月で800万再生を超え、SoundCloudでは1300万再生を超えた。ホワイトはXXXTENTACIONのアルバム『17』からの曲「Fuck Love」でコラボをした。この曲はBillboard Hot 100で28位を獲得。
2017年10月、ホワイトは二枚目のミックステープ、『A Love Letter to You 2』をリリース。Billboard 200で34位を獲得。同じ月にホワイトはリル・ウォップとのコラボEP『Angels & Demons』をリリース。
2017年12月5日、ホワイトはトラビス・スコットをフィーチャーする「Dark Knight Dummo」をリリース。Billboard Hot 100で72位を獲得し、ホワイトがリード・アーティストとしては初エントリー。2017年12月25日ホワイトはスコット・ストーチがプロデュースし、スワエ・リーをフィーチャーする「TR666」をSoundCloudにてリリース。11月30日にプレビューされた。ホワイトはバウアー、ウー・イーファン、ジョージ、リッチ・ブライアンと共に「18」をリリース。

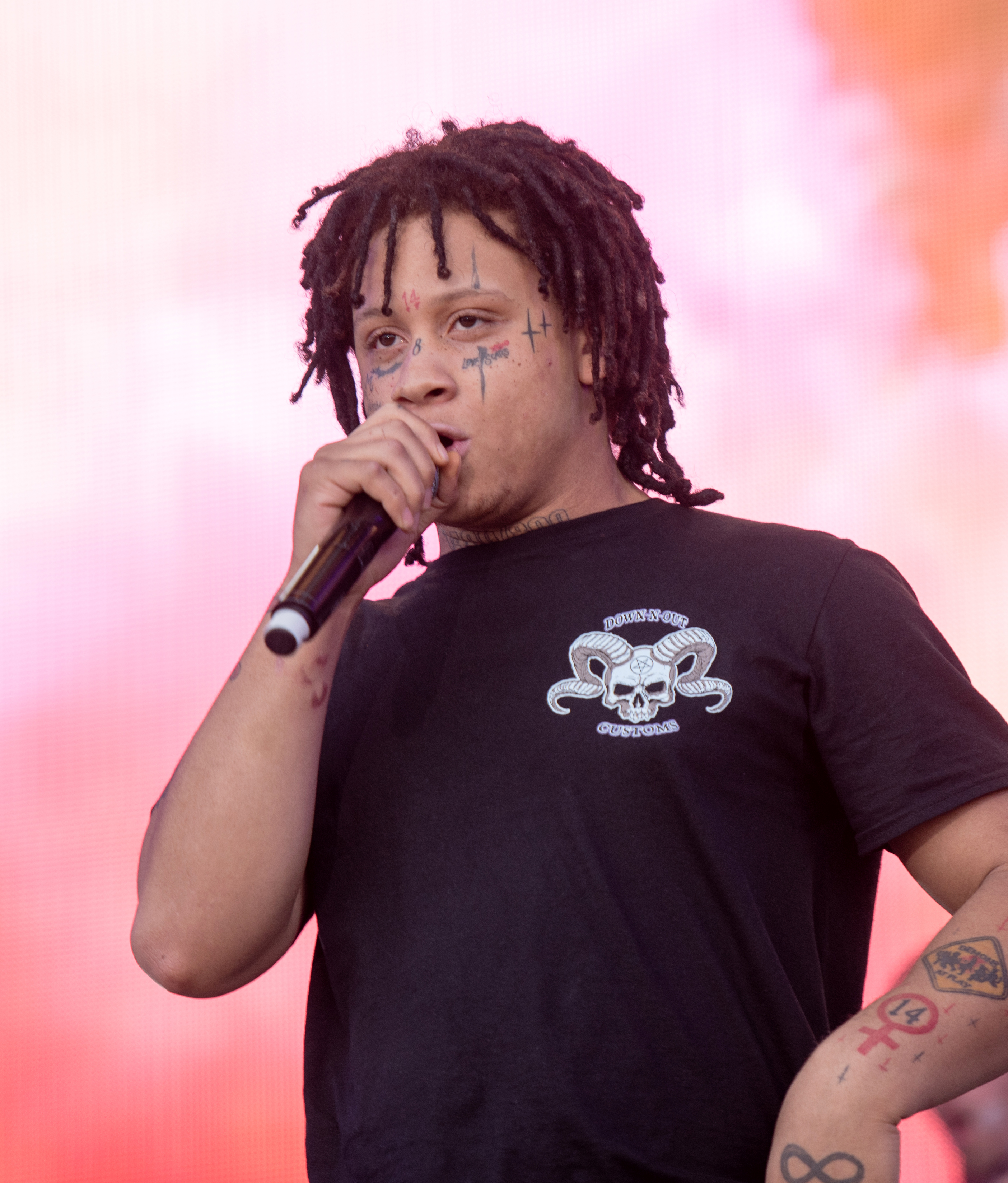
Openair Frauenfeldに出演するトリッピー・レッド（2019年）

2018年3月にビルボードとのインタビューで、ホワイトは自身のデビューアルバムはリル・ウェインやエリカ・バドゥをフィーチャーしたコラボレーションにすると言った。2018年7月、ホワイトは26曲を含むデビューアルバムの『Life’s a Trip』をリリースすると発表。後に16曲に変更。2018年6月22日、シングルの「Me Likey」と「How You Feel」、2018年8月7日には「Taking a Walk」をリリース。『Life’s a Trip』は2018年8月10日にリリースし、Billboard 200アルバムチャートで4位を獲得。シングルの「Taking a Walk」はBillboard Hot 100で49位を獲得。
2019年7月24日、セカンドアルバム『！』のリード・シングルとして、アメリカ人ラッパーのリル・ベイビーとリル・デュークをフィーチャリングしたシングル「Mac 10」をリリースした。アルバムは2019年8月9日にリリースされ、全米初登場3位を記録した。
2020年5月15日、ニューアルバムのリード・シングルとしてPartyNextDoorとのシングル「Excitement」をリリースした。9月11日、ニューアルバム2枚目のシングルとして、バスタ・ライムズをフィーチャーしたシングル「I Got You」をリリースした。10月7日には3枚目のリードシングルとなる「Sleepy Hollow」をリリースした。2020年10月30日、3作目のスタジオ・アルバム『Pegasus』（ペガサス）がリリースされた。

## 人物

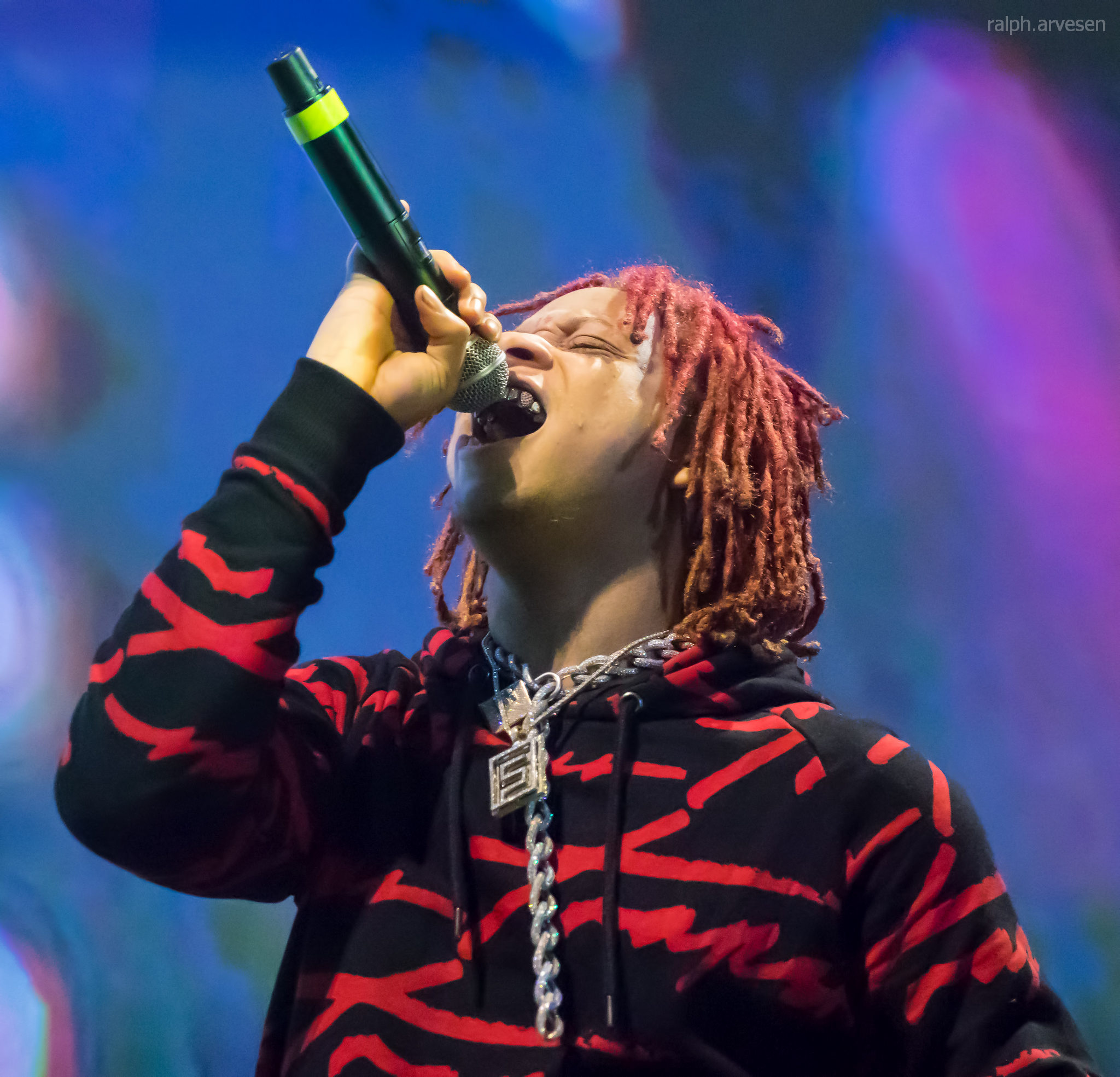
トリッピー・レッド（2018年）

トリッピー・レッドことマイケル・ラマー・ホワイト4世はアイルランド系、ネイティブアメリカン系、アフリカ系アメリカ人であることを公表している。
ホワイトは2017年3月に700万ドルの資産があり、母親に30万ドルの家を購入したと語っていた。

### 逮捕
2018年5月下旬、ホワイトはラッパーのFDM Gradyへの暴行容疑によりジョージア州コブ郡で逮捕された。Gradyによると、ホワイトとラッパーのLil WopがGradyのガールフレンドを侮辱し、Gradyはホワイトとの殴り合いの喧嘩になる前に銃器を見せたという。その時点で、FDM GradyはホワイトとLil Wopを含む4人の男に襲われた。ホワイトはアフレア（公共の場での喧嘩）、犯罪不法侵入、暴行の容疑で逮捕された。数週間後の6月初旬、ホワイトはジョージア州で女性をピストルで殴ったとされる暴行容疑で再び逮捕された。

### 確執
6ix9ine 

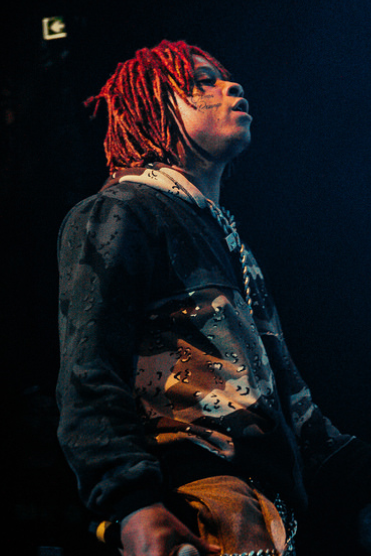
トリッピー・レッド（2018年）

2017年4月13日、6ix9ineはトリッピー・レッドの楽曲「Poles1469」にフィーチャリングされ、7月にも「Owee」にフィーチャリングされた。その後、6ix9ineに小児性愛者の疑惑が浮上するとホワイトは6ix9ineを糾弾する声明を発表する
。2017年11月11日、ホワイトはニューヨークのホテルで襲われ、6ix9ineのチームのメンバーに待ち伏せされたと主張した。2018年2月、6ix9ineはインスタグラムでホワイトと口論した直後にロサンゼルスの空港の外で複数の男性に暴行を受けた。
6ix9ineは、ホワイトが仲間のラッパーであるBhad Bhabieと性的関係を持っていたことを告発する。Bhad Bhabieは2人が過去にキスをしたことを認め「私たちはキスをしたけど、それはそれほど深刻なものではなかったし、彼は当時17歳だったのよ。」と述べている。
 XXXTentacion 
2017年10月、ドレイクの楽曲「God's Plan」のプレビューがソーシャルメディアで公開された。同曲はもともとホワイトがフックを歌った楽曲だった。そこでドレイクとの間に過去に問題を抱えていたフロリダ出身のラッパーXXXテンタシオンが、ホワイトを困らせるために6ix9ineと交遊を始めた。2018年3月、XXXテンタシオンはホワイトがフロリダ州に入ろうとしたら暴行することを宣言し、ホワイトをフロリダ州から追放した。しかしXXXテンタシオンは同月下旬の公演中にホワイトに謝罪し、ホワイトが謝罪を受け入れたことで2人は和解した。2人はその後、複数回のコラボレーションを行っている。6月18日にXXXTentacionが亡くなった際には、ホワイトは追悼の意を表して髪を染めた。

## ディスコグラフィー

### スタジオ・アルバム
| タイトル      | アルバム詳細                                                                                         | チャート最高位 | チャート最高位 | チャート最高位 | チャート最高位 | チャート最高位 | チャート最高位 | チャート最高位 | チャート最高位 | チャート最高位 | チャート最高位 | 売上         |
| タイトル      | アルバム詳細                                                                                         | US             | AUS            | CAN            | FIN            | GER            | NOR            | NZ             | SWE            | SWI            | UK             | 売上         |
| ------------- | --- | -------------- | -------------- | -------------- | -------------- | -------------- | -------------- | -------------- | -------------- | -------------- | -------------- | ------------ |
| Life's a Trip | - 発売日:2018年8月10日 - レーベル: TenThousand Projects - フォーマット: CD, LP, デジタルダウンロード | 4              | 14             | 5              | 29             | 98             | 10             | 11             | 22             | 39             | 19             | - US: 72,000 |
| !             | - 発売日:2019年8月9日 - レーベル: TenThousand Projects - フォーマット: CD, デジタルダウンロード      | 3              | 24             | 10             | 37             | —              | 8              | 10             | 51             | 32             | 19             | - US: 51,000 |

### ミックステープ
| タイトル                                  | アルバム詳細                                                                                                  | ピーク最高位 | ピーク最高位 | ピーク最高位 | ピーク最高位 | ピーク最高位 | ピーク最高位 | ピーク最高位 | ピーク最高位 | ピーク最高位 | 売上          |
| タイトル                                  | アルバム詳細                                                                                                  | US           | US R&B /HH   | AUS          | CAN          | NOR          | NZ           | SWE          | SWI          | UK           | 売上          |
| ----------------------------------------- | --- | ------------ | ------------ | ------------ | ------------ | ------------ | ------------ | ------------ | ------------ | ------------ | ------------- |
| A Love Letter to You                      | - 発売日:2017年5月12日 - レーベル: TenThousand Projects - フォーマット: デジタルダウンロード                  | 64           | 32           | —            | —            | —            | —            | —            | —            | —            |               |
| A Love Letter to You 2                    | - 発売日: 2017年10月6日 - レーベル: TenThousand Projects - フォーマット: デジタルダウンロード                 | 34           | 19           | —            | —            | —            | —            | —            | —            | —            |               |
| A Love Letter to You 3                    | - 発売日: 2018年11月9日 - レーベル: TenThousand Projects - フォーマット: デジタルダウンロード, LP             | 3            | 1            | 36           | 10           | 14           | 20           | 30           | 62           | 31           | - US: 84,000  |
| Old Self                                  | - 発売日: 2019年2月28日 - レーベル: TenThousand Projects - フォーマット: デジタルダウンロード                 | —            | —            | —            | —            | —            | —            | —            | —            | —            |               |
| A Love Letter to You 4                    | - 発売日: 2019年11月22日 - レーベル: TenThousand Projects - フォーマット: CD, streaming, デジタルダウンロード | 1            | 1            | 47           | 6            | 12           | 17           | —            | 43           | 32           | - US: 104,000 |
| "—"は未発売またはチャート圏外を意味する。 | |              |              |              |              |              |              |              |              |              |               |

### EP
- 『Awakening My Inner Beast』(2016)
- 『Beast Mode』(2016)
- 『Rock The World Trippie』(2016)
- 『White Room Project』(2017)
- 『A Love Letter You'll Never Get』(2017)
- 『Angels and Demons (with Lil Wop)』(2017)
- 『TR666+!$ 1400/800』(2018)

### シングル
リードアーティスト：
- 「Poles1469 (feat. 6ix9ine)」(2017)
- 「Love Scars」(2017)
- 「Bust Down」(2017)
- 「Dark Knight Dummo (feat. Travis Scott)」(2017)
- 「How You Feel」(2018)
- 「Me Likey」(2018)
- 「Taking A Walk」(2018)
- 「Topanga」(2018)
- 「Murder」(2019)
- 「Under Enemy Arms」(2019)
- 「Mac 10 (feat. Lil Baby and Lil Duke)」(2019)

フィーチャーアーティスト：
- 「Ill Nana (DRAM feat. Trippie Redd)」(2017)
- 「Fuck Love (XXXTentacion feat. Trippie Redd)」(2017)
- 「18 (Kris Wu, Rich Brian, Joji feat. Trippie Redd and Baauer)」(2018)
- 「High (Alison Wonderland feat. Trippie Redd)」(2018)
- 「Jump (Julia Michaels feat. Trippie Redd)」(2018)
- 「Gone Girl (Iann Dior feat. Trippie Redd)」(2019)